# Miednogorsk
Miedniegorsk (ros. Медногорск) – miasto w południowej Rosji, w pobliżu granicy między Europą a Azją, na terenie obwodu orenburskiego.
Miejscowość leży nad rzeką Blawa i liczy 23 013 mieszkańców (2024).